# Lokma

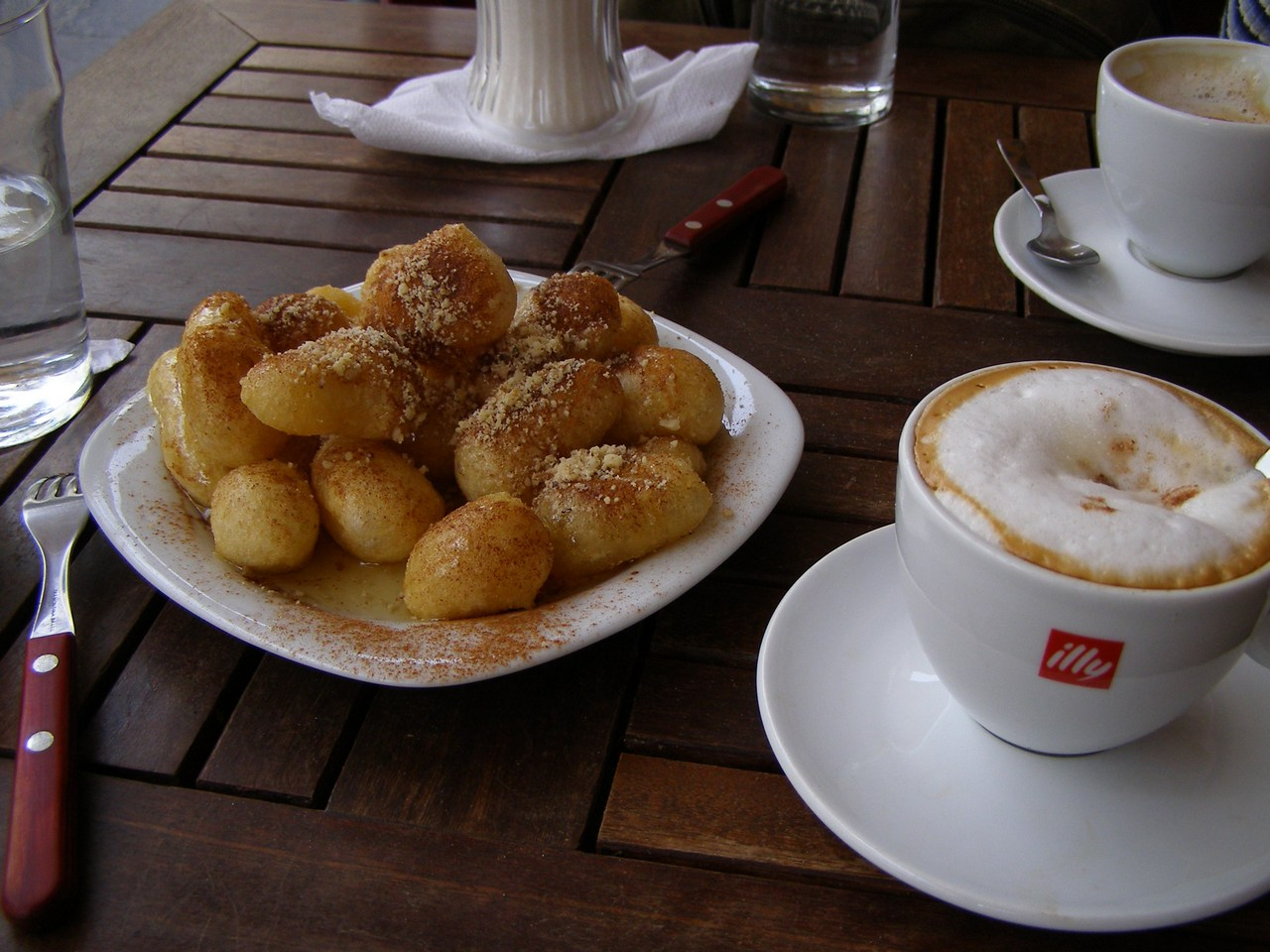
Eine Portion Loukoumades mit Honig und Zimt

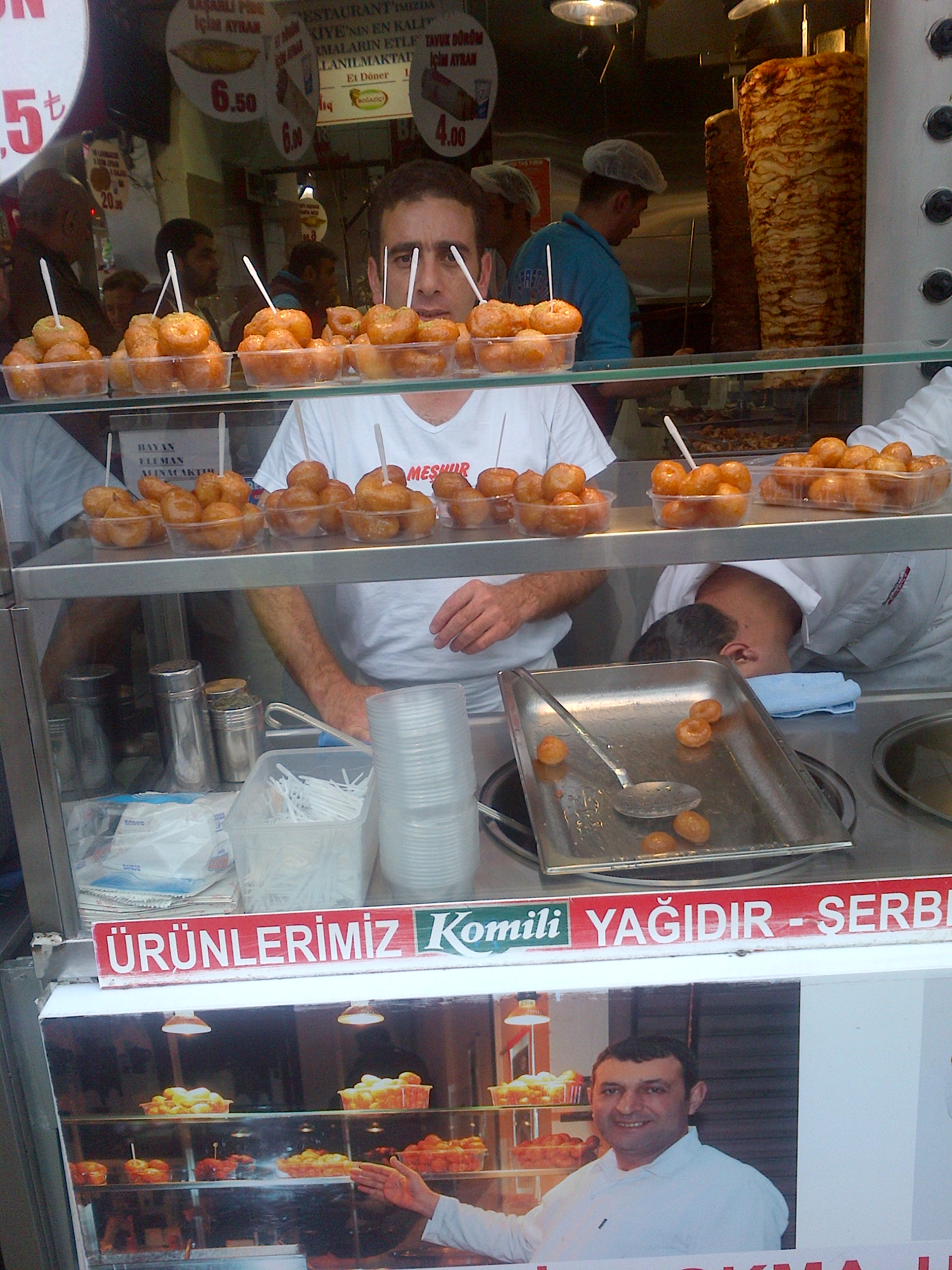
Imbiss für Lokma und Döner in Istanbul

Lokma (türkisch) oder Loukoumades (griechisch λουκουμάδες) ist eine Süßspeise, die in der arabischen, griechischen, albanischen, persischen und türkischen Küche bekannt ist. Lokma sind Teigbällchen, die in der Türkischen aus einem speziellen Hefeteig mit Zimtzusatz zubereitet und dann in Fett schwimmend frittiert werden. Im Türkischen werden die Bällchen als „Lokma“ bezeichnet, dies heißt übersetzt „Happen“, hier wird jedoch meist nicht so viel Zimt wie in der griechischen Variante verwendet. Zum Servieren werden sie in Zuckersirup oder Honig getränkt und mit Zimt bestreut. Gegessen werden sie dann mit einer Gabel. Eine weitere Möglichkeit ist, die Teigbällchen wie Souvlaki auf einen Holzspieß zu stecken. Sie können dann aus der Hand ohne zusätzliches Essbesteck verzehrt werden.
In den meisten Ländern eher als Dessert bekannt, werden in Griechenland schon zum Frühstück oder als Zwischenmahlzeit verzehrt.

## Etymologie
Das türkische Wort lokma bedeutet‚ ein Mundvoll‘ oder ‚Happen‘. Man nimmt an, dass Lokma verwandt ist mit dem arabischen لقمة luqma(t). Eine Variante, لقمة القاضي luqmat al-qadi („Des Richters Mundvoll“) genannt, wurde von al-Baghdadi im 13. Jahrhundert beschrieben und wird in arabischen Ländern bis heute zubereitet. Das griechische Wort λουκουμάς (loukoumas, „Krapfen“) leitet sich wiederum aus dem türkischen lokma ab. Da die Bällchen kaum je einzeln gegessen werden, wird die Speise als Plural „Loukoumades“ bezeichnet.

## Belege
1. ↑  Diran Kélékian, Dictionnaire Turc-Français (Ottoman Turkish), 1911
2. ↑  Oxford Companion to Food; Charles Perry, A Baghdad Cookery Book, 2006. ISBN 1-903018-42-0.